# Dactylispa koreanus
Dactylispa koreanus is een keversoort uit de familie bladkevers (Chrysomelidae). De wetenschappelijke naam van de soort werd in 1985 gepubliceerd door An, Kwon & Lee.